# Cabo de Otranto
O cabo de Otranto (em italiano:  Capo d'Otranto), também conhecido como cabo Palascìa, é o ponto mais oriental da Itália. Situa-se perto da cidade de Otranto, na província de Lecce, região da Apúlia a 40°7'N 18°31'E.
O farol do cabo, recentemente renovado, é um de cinco faróis mediterrâneos protegidos pela Comissão Europeia. É muito visitado por turistas, especialmente no Ano Novo, pois está no ponto em que a aurora do novo ano se pode ver pela primeira vez em Itália.
Segundo as convenções náuticas, o cabo de Otranto marca o ponto em que o mar Jónico se encontra com o mar Adriático.